# Kevin Joseph Farrell
Kevin Joseph Farrell (Dublin, 1947. szeptember 2. –) ír származású amerikai római katolikus pap, a Világiak, a Család és az Élet Dikasztériuma prefektusa, bíboros kamarás, a Bizalmas Ügyek Bizottsága, a Beruházási Bizottság és a Vatikánvárosi Állam Legfelsőbb Bírósága elnöke, a Vatikáni Nyugdíjalap egyedüli kezelője.

## Életrajza

### A kezdetek, tanulmányai
Farrell 1947. szeptember 2-án született Dublinban, Írországban és írül beszélve nőtt fel, négy gyermek közül ő a második. Idősebb testvére, Brian Farrell, akit 2002-ben a Római Kúrián belül a Keresztény Egységtörekvés Pápai Tanácsa titkává neveztek ki.
Farrell a spanyolországi Salamancai Egyetemen szerzett bölcsészdiplomát. Ezt követően a római Gregoriana Pápai Egyetemre került, ahol filozófiai mesterdiplomát és teológiai licenciátust szerzett. Az Aquinói Szent Tamás Pápai Egyetemre is járt, ahol dogmatikus teológiából mesterdiplomát (1976) és pasztorálteológiából licenciátust (1977) szerzett. A Notre Dame Egyetemen üzleti adminisztráció mesterdiplomát is szerzett. Ugyanezen egyetem 2017-ben Farrellnek a jogi tudományok tiszteletbeli doktora címet adományozta.

### Papság
Farrellt Eduardo Pironio bíboros szentelte a Krisztus Légiója papjává Rómában, a Guadalupei Miasszonyunk-bazilikában 1978. december 24-én. Felszentelése után Farrell káplánként szolgált a mexikói Monterreyben, a Monterrey-i Egyetemen, ahol bioetika és szociális etika témájú szemináriumokat is tartott.
Az 1980-as évek elején Farrell elhagyta a Krisztus Légióját, hogy a Washingtoni főegyházmegyébe inkardinálódjon. 1984-ben Farrell a Maryland állambeli Olneyban lévő Szent Péter plébániára került segédlelkésznek. Emellett a bethesdai Szent Bertalan-plébánián és a washingtoni Szent Tamás plébánián is szolgált. 1985-ben Farrellt nevezték ki a főegyházmegye spanyol katolikus központjának igazgatójává.
Farrell 1988-ban lett a főegyházmegye Katolikus Karitászának megbízott igazgatója, majd 1989-től 2001-ig pénzügyi titkár volt. A Vatikán 1995-ben monsignore rangra emelte. 2001-ben Farrelt a főegyházmegye általános helynökévé és a washingtoni Szeplőtelen Fogantatás plébánia lelkipásztorává nevezték ki.

### Washington segédpüspöke
II. János Pál pápa 2001. december 28-án Farrelt a Washingtoni főegyházmegye segédpüspökévé és Rusuccuru címzetes püspökévé nevezte ki. 2002. február 11-én szentelte fel a washingtoni Szeplőtelen Fogantatás Nemzeti Kegyhelyének bazilikájában Theodore McCarrick korábbi bíboros. Társszentelői James Hickey bíboros és Leonard Olivier püspök voltak.
Farrell 2007-ig a washingtoni kúria moderátoraként és általános helynökként szolgált.

### Dallas püspöke
Farrellt 2007. március 6-án nevezte ki XVI. Benedek pápa a Dallasi egyházmegye püspökévé, Charles Grahmann püspök helyére. Farrelt 2007. május 1-jén iktatták be.
Az Egyesült Államok Katolikus Püspöki Konferenciáján (USCCB) belül Farrell a Migrációs Bizottság tanácsadója volt, amely a Migrációs és Menekültügyi Osztályt felügyelte.
Farrell 2009-ben az USCCB Nemzeti Gyűjtemények Bizottságának elnöke volt. Testvére, Brian Farrell a Keresztény Egységtörekvés Pápai Tanácsa titkára lett. Kevin Farrell 2015-ben nyilatkozott testvéréről: „Én vagyok fiatalabb, de én lettem előbb püspök, 12 hónappal korábban. És még mindig van egy kis testvéri rivalizálásunk.”

### Bíboros
2016. augusztus 17-én Ferenc pápa kinevezte Farrellt az újonnan létrehozott Világiak, a Család és az Élet Dikasztériumának prefektusává Rómában.
2016. október 9-én bejelentette, hogy a 2016. november 19-i konzisztóriumon bíborossá fogja kreálni. Ezen a napon a San Giuliano-templomot jelölték ki címtemplomául bíboros diakónusi rangban. 2017. június 10-én Ferenc pápa az Apostoli Szék Vagyonkezelősége, 2017. december 23-án pedig a Vatikánvárosi Állam Pápai Bizottsága tagjává nevezte ki. 2018 júliusában a Dallasi Egyetem egy adminisztrációs épületet nevezett el Farrellről, korábbi kancellárjáról. 2019. február 14-én Ferenc pápa kinevezte Farrelt a Szent Római Egyház bíboros kamarásává.
2019 júniusában Farrell elismerte, hogy Michael J. Bransfield püspöktől 29 000 dolláros ajándékot kapott római lakásának felújítására. A nyugat-virginiai Wheeling-Charlestoni egyházmegyében 2018-ban tartott apostoli vizitáció során kiderült, hogy az egyházmegye pénzét használta fel ezekre az ajándékokra és saját személyes kiadásaira. Farrell visszaadta a 29 000 dollárt az egyházmegyének; Bransfieldet 2019 júliusában eltávolították hivatalából.
2020. április 20-án Farrell meggyőzte Ferenc pápát, hogy a Covid-19 világjárvány miatt halassza el mind a 2021-es Családok Világtalálkozóját, mind a 2022-es Ifjúsági Világtalálkozót 2022 júniusára, illetve 2023 augusztusára.
2020. szeptember 29-én Ferenc pápa kinevezte Farrellt a Bizalmas Ügyek Bizottságának elnökévé, amely egy új hivatal a Római Kúrián. A Praedicate Evangelium apostoli konstitúció szerint a bizottság feladata: „1. engedélyezni minden olyan jogi, gazdasági vagy pénzügyi cselekményt, amelyet az egyház vagy egyházi személyek nagyobb javára bizalmasan kell kezelni, és ki kell vonni az illetékes szervek vizsgálata és felügyelet alól; 2. a Szentszék azon szerződéseinek ellenőrzése, amelyek a törvény értelmében titoktartást követelnek meg, és ezek felett éberséget kell gyakorolni.”
2022. június 7-én Ferenc pápa kinevezte Farrelt a Befektetési Bizottság elnökévé. A Praedicate Evangelium apsotoli konstitúció szerint a bizottság feladata „a Szentszék tőkebefektetései etikus jellegének garantálása az egyház társadalmi tanításával összhangban, ugyanakkor a befektetések jövedelmezőségének, megfelelőségének és kockázati fokának ellenőrzése.”
2024. május 20-án Ferenc pápa Farrellt nevezte ki különleges küldöttnek a szeptember 8-15. között az ecuadori Quitóban megrendezésre kerülő LIII. Nemzetközi Eucharisztikus Kongresszusra.
2024. november 21-én Ferenc pápa a Vatikáni Nyugdíjalap egyedüli kezelőjévé nevezte ki Farrell bíborost.

## Ellentmondások

### Társulás Theodore McCarrick volt bíborossal
Miután McCarricket 2018-ban laicizálták egy kiskorú ellen elkövetett szexuális visszaélés hiteles vádjai miatt, további, évekre visszamenőleges vádakról és jogi rendezésekről szóló jelentések láttak napvilágot. Ezek a leleplezések nyilvános kérdésekhez vezettek azzal kapcsolatban, hogy a McCarrickkal szoros kapcsolatban álló püspökök és klerikusok, köztük Farrell, tudtak-e ezekről a vádakról és egyezségekről.
- McCarrick arra kérte a Vatikánt, hogy Farrellt nevezze ki washingtoni segédpüspökké. A következő hat évben Farrell ott általános helynökként szolgált. Ez idő alatt McCarrickkal és két papi titkárral osztozott egy négy hálószobás lakáson.[29][30][31][32]
- Michael Winters újságíró McCarrickot Farrell „püspöki mentorának” nevezte.[33]
- Farrell honlapja szerint, amikor Dallas püspöke volt, a címerében lévő oroszlán „tiszteleg” McCarrick előtt, és a címer jobb felső részén lévő sárga és vörös színezés is McCarrick címeréből származik.[34]

### Családok Világtalálkozója 2018
2015 szeptemberében a Vatikán bejelentette, hogy a Családok Világtalálkozóját (WMOF) 2018-ban az írországi Dublinban, a Phoenix Parkban tartják. 2016 augusztusában Ferenc pápa kinevezte Farrellt a Világiak, a Család és az Élet Dikasztériumának vezetőjévé. Ennek következtében Farrell vette át a 2018-as WMOF irányítását. Farrell azt mondta, hogy Ferenc pápa írországi látogatása „inspiráló” lesz, és „ellensúlyozni fogja az ír egyházzal szembeni negativitást.” 2018. augusztus 18-án Mary McAleese volt ír elnök, a WMOF kritikusa azt mondta, hogy a találkozó szervezői nem hívták meg őt vagy a családját a WMOF egyik rendezvényére sem, mondván:
„Ez mindig is egy jobboldali gyűlés volt... és erre a célra tervezték, hogy összegyűjtse az embereket, hogy motiválja őket, hogy harcoljanak az azonos neműek házassága, a melegek jogai, az abortuszhoz való jog, a fogamzásgátlóhoz való jog ellen.”
2018. augusztus 16-án Sean O’Malley bíboros, akinek a tervek szerint „úttörő ülést kellett volna vezetnie a gyermekek védelméről”, visszalépett a WMOF-tól. Augusztus 18-án Donald Wuerl bíboros, akinek a konferencián kellett volna beszédet mondani, szintén visszalépett. Bár a szervezők azt állították, hogy több mint 500 000 jegyet adtak el a WMOF-ra, az írországi Közmunkák Hivatala megerősítette, hogy a látogatottság mindössze 152 000 fő volt.

## Nézetek

### Nők és LMBTQ személyek
2018 februárjában Farrell megtiltotta McAleese-nek, aki támogatja a nők felszentelését és az azonos neműek házasságát, hogy felszólaljon a Vatikánban a nőkről a katolikus egyházban tartott konferencián. McAleese egy kánonjogi eljáráson keresztül kért magyarázatot a kizárásáról Ferenc pápától, de nem kapott választ.
2021. március 18-án Farrell megvédte Ferenc pápa azon tilalmát, hogy a papok megáldják az azonos neműek együttélését. Farrell kijelentette, hogy a papi áldás a házassággal kapcsolatos szentségi cselekmény, amely csak férfi és nő között lehetséges.

### Fegyverkorlátozás
Farrell támogatja a fegyverkorlátozási kezdeményezéseket, és ellenzi, hogy az Egyesült Államok Kongresszusa „engedelmeskedjen a fegyverlobbinak.”